# Patrick Friday Eze
Patrick Friday Eze (Kaduna, 22 dicembre 1992) è un calciatore nigeriano, attaccante del Mladost Lučani.